# Carelia (provincia storica)
La provincia storica della Carelia, o Carelia finlandese, storicamente detta anche Carelia svedese o semplicemente Carelia, è una delle province storiche della Finlandia divisa attualmente tra la Finlandia orientale e la Russia nord-occidentale. Il termine si riferisce alle parti occidentali della Carelia che durante il II millennio sono state sotto controllo occidentale, religiosamente e politicamente. La Carelia occidentale è separata dalla Carelia orientale (Carelia russa), che fu dominata dalla Repubblica di Novgorod e dai suoi stati successori dal XII secolo in poi.
Il nome in finlandese è Karjala, mentre in svedese è Karelen. La parola finlandese "karja" significa "bestiame", per cui letteralmente il termine della regione può essere tradotto come "terra del bestiame". La provincia storica della Carelia confina con l'Uusimaa, il Savo e l'Ostrobotnia con la Russia e con il Golfo di Finlandia. Gran parte della Carelia finlandese fu ceduta dalla Finlandia all'Unione Sovietica nel 1940 dopo la guerra d'inverno, ed è divisa tra l'autonoma Repubblica di Carelia russa e l'Oblast di Leningrado (Russia).

## Province
Parti della provincia storica della Carelia sono divise tra le province della Finlandia orientale e la Finlandia meridionale, in particolare nelle regioni della Carelia settentrionale e della Carelia meridionale. Queste confinano con l'Oblast russa di Leningrado, che occupa l'Istmo della Carelia e l'autonoma Repubblica di Carelia, che rappresenta la Carelia orientale.

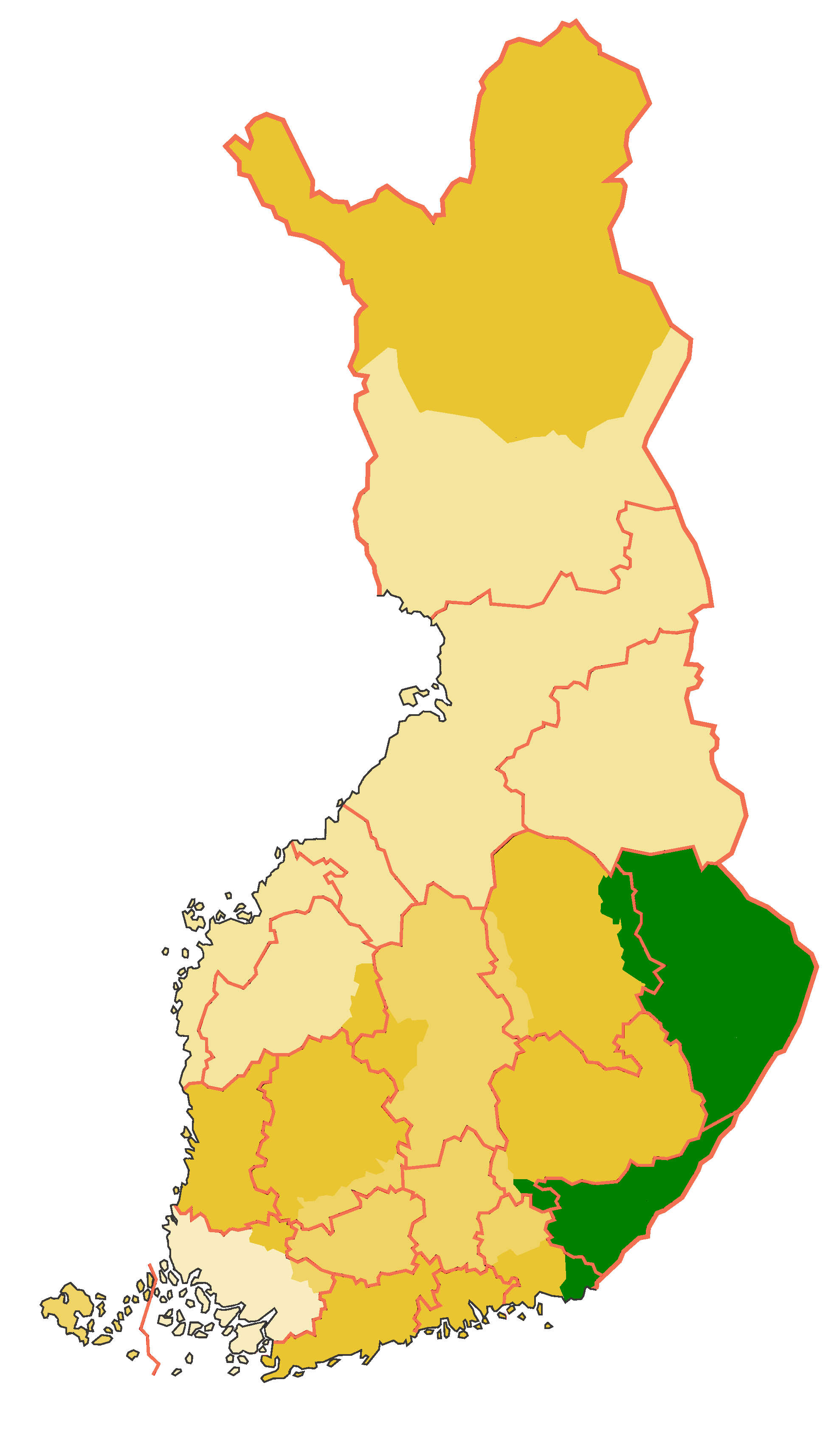
Carelia finlandese

## Storia
Nel XIII secolo, la Carelia non era ancora divisa ed era contesa tra la Repubblica di Novgorod e l'Impero svedese. I careliani erano segnati come alleati di Novgorod già a metà del XII secolo negli annali russi. La "terza crociata svedese", condotta dal maresciallo Torkel Knutsson, 1293–1295, ebbe come conseguenza il fatto che le parti occidentali della Carelia caddero sotto il controllo svedese.
Le ostilità continuarono nel 1300 quando la Svezia attaccò alla foce del fiume Neva e costruì una fortezza, dove poi sarebbe stata fondata San Pietroburgo nel 1703. La fortezza fu distrutta l'anno successivo dai novgorodiani. Le battaglie del 1321 e 1322 condussero a negoziati e la pace giunse con il trattato di Nöteborg che per la prima volta definì il confine tra Svezia e Novgorod. La Svezia ottenne la Carelia occidentale con l'Istmo della Carelia; Novgorod ottenne l'Ingria, la Carelia di Ladoga e la Carelia orientale. Il governatore svedese si installò nella fortezza di Vyborg.
Nel 1635 il Savo e le parti della Carelia intorno a Vyborg furono incorporate nella Contea di Vyborg e Nyslott. Dopo il Trattato di Nystad del 1721, Vyborg e la contea di Kexholm furono ceduti all'Impero russo; il resto fu incorporato nella Contea di Kymmenegårds e Nyslott. Gran parte di quest'ultima fu ceduta alla Russia con il trattato di Åbo del 1743. Dopo la conquista nel 1808 del resto della Finlandia, le conquiste territoriali della Russia del XVIII secolo, chiamate "Vecchia Finlandia", furono unite nel 1812 al Granducato di Finlandia.
Durante la guerra di continuazione (1941-1944) la Carelia orientale fu considerata territorio irredento finlandese e pertanto fu occupata dalla Finlandia. Dopo la seconda guerra mondiale, quando fu stabilito il nuovo confine, vicino a quello del 1721, la parte restante della provincia di Viipuri fu trasformata nella provincia di Kymi. Nel 1997 quest'ultima fu incorporata nella provincia della Finlandia meridionale.
La Carelia occidentale, come provincia storica della Svezia, era politicamente e religiosamente distinta dalle parti orientali che erano sotto la Chiesa ortodossa russa.
Nel 1991 fonti giornalistiche riportarono che Boris Yeltsin si offrì di vendere la Carelia alla Finlandia per 64 miliardi di marchi. Ma l'allora presidente Mauno Koivisto ritenne il prezzo troppo alto, e declinò l'offerta nell'estate del 1992. Un gruppo segreto di esperti studiò in segreto il prezzo reale della Carelia, e lo stimò in circa 350 miliardi di marchi.

## Cultura
La cultura tradizionale della "Ladoga-Carelia", o Carelia finlandese, secondo i confini precedenti alla guerra d'inverno, era molto simile a quella della Carelia orientale, o Carelia russa. I careliani vivono (e vivevano prima di Stalin e delle grandi purghe) anche in vaste aree della Finlandia (nella Carelia orientale), dove il folklore, la lingua e l'architettura durante il XIX secolo erano al centro dell'interesse finlandese, poiché rappresentavano una cultura finlandese "pura", diversamente da quella della Finlandia meridionale e occidentale che era stata per millenni in contatti con i popoli germanici  e la cultura scandinava. Il Kalevala e l'Art Nouveau finlandese sono espressioni di queste idee. Tuttavia, molti di essi pensavano che la cultura careliana era stata contaminata troppo dalla cultura slava.
La lingua careliana è strettamente legata al finlandese, e in particolare è vista dai linguisti finlandesi come dialetto del finlandese, anche se la varietà parlata nella Carelia orientale è spesso vista come lingua a sé stante.
Il dialetto parlato nella Carelia meridionale è considerato parte dei dialetti sud-orientali della lingua finlandese. Il dialetto parlato nell'Istmo careliano prima della seconda guerra mondiale e la lingua dell'Ingria sono anche viste come parte di questo gruppo di dialetti
.
Il dialetto parlato nella Carelia settentrionale è considerato come uno dei dialetti del Savo.

## Careliani celebri
- Martti Ahtisaari
- Edith Södergran
- Riitta Uosukainen
- Matti Vanhanen
- Johannes Virolainen

## Stemma
Lo stemma è sormontato da una corona ducale, anche se secondo la tradizione finlandese questa sembra più una corona da conte svedese. Il simbolismo dello stemma rappresenta come la regione fu contesa da Svezia e Russia nei secoli. Blasone: "rosso con in centro una corona e sotto due braccia che si contendono, la destra armata e che sorregge una spada, la seconda con addosso un'armatura e una scimitarra, tutto di argento eccetto la corona e le impugnature in oro".